# Marcus Stephen
Marcus Stephen (1 oktober 1969) is een Nauruaans partijloos politicus en voormalig gewichtheffer. Van 19 december 2007 tot 10 november 2011 was hij de president van Nauru. Hij was daarnaast ook minister van Binnenlandse Zaken, minister voor het Nauru Phosphate Royalties Trust, minister van Politie, Gevangenissen en Hulpdiensten, minister van Openbare Diensten, voorzitter van de Oceanische Gewichtheffederatie en voorzitter van het Nauruaans Olympisch Comité. Sinds 2019 is hij voorzitter van het parlement van Nauru.

## Sportcarrière
Marcus Stephen behaalde als gewichtheffer zevenmaal goud en vijfmaal zilver tijdens de Gemenebestspelen en zilver bij het wereldkampioenschap in Athene in 1999. Hij nam deel aan de Olympische Zomerspelen in 1992 in het Spaanse Barcelona, maar omdat Nauru toen nog geen lid was van het Internationaal Olympisch Comité (IOC) nam hij deel voor Samoa nadat hij met succes het Samoaanse staatsburgerschap had aangevraagd. Nadat zijn geboorteland in 1994 lid was geworden van het IOC nam hij deel aan de spelen in 1996 in het Amerikaanse Atlanta en in 2000 in het Australische Sydney.

## Politieke carrière

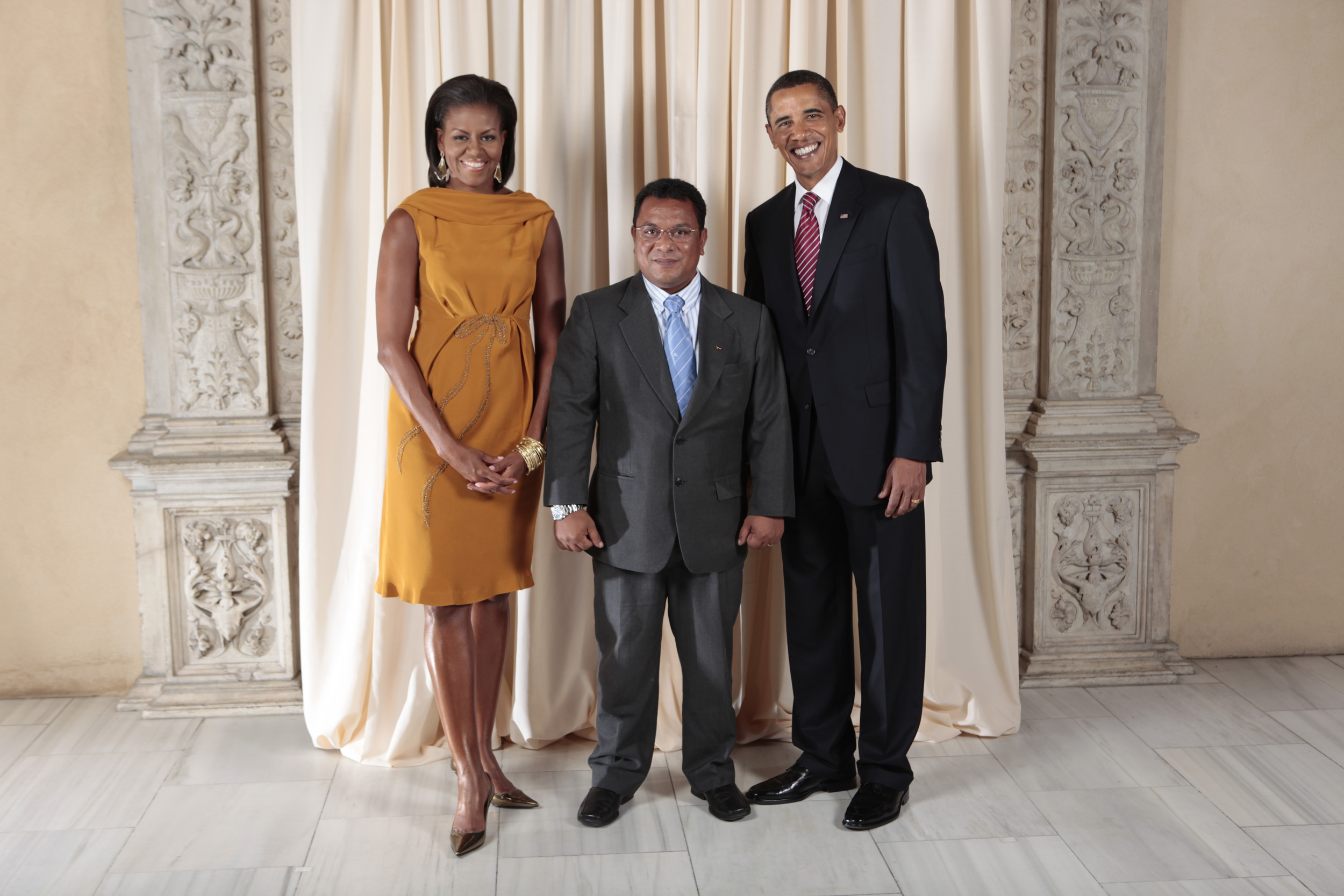
Marcus Stephen (midden) poseert met de Amerikaanse president Barack Obama en diens vrouw Michelle tijdens een receptie in het Metropolitan Museum of Art in New York.

Marcus Stephen volgde in 2003 Vassal Gadoengin op als een van de twee leden van het parlement van Nauru voor de Kieskring Anetan (districten Anetan en Ewa) — hij is woonachtig in het district Anetan. 
Op 28 augustus 2007 nam hij deel aan de presidentsverkiezingen (in Nauru door het parlement), maar verloor van zetelend president Ludwig Scotty. Na een motie van wantrouwen tegen de regering-Scotty op 19 december van datzelfde jaar werd Stephen echter als president ingezworen. 
In maart 2008 probeerde het parlement de regering-Stephen af te zetten door middel van een motie van wantrouwen, een veelvoorkomend fenomeen in Nauru, maar dit werd door parlementsvoorzitter Riddell Akua verijdeld. Daarop volgden maanden van politieke crisis en allerlei akkefietjes tussen Stephen en de nieuwe parlementsvoorzitter David Adeang. In maart 2010 ontbond Stephen het parlement om op 24 april parlementsverkiezingen te houden. Bij deze verkiezingen werden de negen leden van de regering-Stephen allemaal herkozen in het 18 leden tellende parlement, drie oppositieleden verloren hun zetel. Normaliter ging op 3 juni, twee dagen na het aantreden van Dominic Tabuna als nieuwe parlementsvoorzitter, een nieuwe president gekozen worden, maar dit lukte niet. Een volgende poging de dag erop mislukte eveneens, waarop Tabuna ontslag nam na een ambtstermijn van drie dagen. Op 12 juni ontbond de regering het parlement, waarop nieuwe parlementsverkiezingen werden uitgeschreven voor 19 juni, de tweede op twee maanden tijd. Enkele dagen voor die verkiezingen riep Stephen de noodtoestand uit. Bij de verkiezingen werd een nieuw parlementslid verkozen, Milton Dube, maar was er opnieuw geen duidelijke meerderheid voor regering of oppositie, aangezien politieke partijen op Nauru quasi onbestaande zijn. Het hing dus af van Dube welk van beide kampen het grootste was. Hij moest kiezen bij welke kant hij zich aansluit en verklaarde in die context dat hij de kant zou kiezen die het meeste zou kunnen doen voor zijn kieskring, Aiwo, waar hij de hoeveelheid stof afkomstig van een fosfaatdrogerij verminderd wou zien. Het pro-regeringsparlementslid en minister van Buitenlandse Zaken, dokter Kieren Keke, voerde in de week van 21 juni onderhandelingen met Dube.
Dergelijke strubbelingen hielden nog enkele maanden aan, tot het parlement op 1 november Marcus Stephen door middel van een anonieme stemming herkoos met elf stemmen tegen zes. 
Op 10 november 2011 nam Stephen ontslag na beschuldigingen van corruptie vanwege de oppositie, die hij "ongegrond en schadelijk" noemde. Stephen behield wel zijn parlementszetel en werd als staatshoofd opgevolgd door minister van Financiën Frederick Pitcher (Naoero Amo). In 2019 werd Stephen benoemd tot parlementsvoorzitter.